# Nagy utazás (dal)
| „ | Fáradtnak tűnsz, mintha nem a régi volnál. Hol van a tűz? Hova lett a mindig sóvár régi láz? Az a régi, égi láz, amivel beléptél, s megszerettelek! | ” |
|   | |   |

A Nagy utazás a Sose halunk meg című film és a szolnoki Szigligeti Színházban bemutatott, belőle készült musical betétdala. A zenét Dés László, szövegét Bereményi Géza írta. A filmben Presser Gábor énekelte, és ez a változat vált híressé.
Dés László Koltai Róbert felkérésére állt neki a filmzene megkomponálásához. Ezt a dalt eredetileg a Vígszínházban 1989-ben bemutatott Pantaleón és a hölgyvendégek című Mario Vargas Llosa darab betétdalának írta, Brazília, Brazília szöveggel. Kérésére Bereményi Géza új szöveget írt hozzá, de Somló Tamás nem vállalta, hogy elénekli. Presser Gábort másodikként kérdezték meg. A film hivatalos korongján a Malek Andrea énekelte verzió is megjelent, valamint népszerű a Tomsits Rudolf szárnykürtjátékával felvett változat is.
Helyet kapott egy európai uniós válogatásalbumon, melyen minden akkori és leendő tagállam egy dallal képviseltethette magát. Szerepelt az Arany Csirke: Válogatás a legjobb magyar filmslágerekből című albumon is. Az Origo álomsláger nevű szavazásán második helyezést ért el.

## Szerepe…
|  | Alább a cselekmény részletei következnek! |

### …a filmben
A film rögtön a dallal indul. Érdekesség, hogy a DVD kiadáson található angol és német nyelvű feliratokban a dal is le van fordítva. Legközelebb abban a jelenetben csendülnek fel a dallamai, amikor Gyuszi bácsi és Imi Újhelyről tartanak vissza a lóversenyre. Ekkor trombitajáték formájában hallhatjuk. Harmadjára ismét Presser Gábor hangján zendül föl, a végefőcím alatt.

### …a musicalben
A musicalben akkor hangzik fel a Nagy utazás, amikor Gyuszi bácsi kórházba kerül. A pap kezdi el énekelni, majd Imi, az anya és a többi szereplő folytatja. A dalt félbeszakítja az a jelenet, melyben Imi a gimnasztikai gyakorlatokat végző papnál tölti az éjszakát, akivel a sportról beszélgetnek.
|  | Itt a vége a cselekmény részletezésének! |

## Feldolgozások
A dalt feldolgozta Mándoki László közös duettet énekelve Chaka Khan énekesnővel angolul The Journey is Long címen 1997-ben, valamint a Szent Efrém Férfikar 2024-ben, amit elsőként Dés Lászlóval adtak elő a budapesti Zeneakadémia Nagytermében. 